# Phyllogomphoides pedunculus
Phyllogomphoides pedunculus – gatunek ważki z rodziny gadziogłówkowatych (Gomphidae).